# Uloprora risdonensis
Uloprora risdonensis är en insektsart som beskrevs av Evans 1939. Uloprora risdonensis ingår i släktet Uloprora och familjen dvärgstritar. Inga underarter finns listade i Catalogue of Life.